# Festival Internacional de Cinema d'Almeria
El Festival Internacional de Cinema d'Almeria (FICAL) va començar la seva marxa en el 2002 sota el nom d' Almería en Corto. El guanyador obtenia un premi en metàl·lic de 9.000 euros i el segon un de 6.000 euros. Se celebra tots els anys en la primera setmana de desembre a la ciutat d'Almeria (Andalusia). Aquest Festival dona suport a la realització de curtmetratges tant internacionals com nacionals amb una producció independent i una idea original.

## Història
El Festival és successor del certamen nacional de curtmetratges "Almería, tierra de cine", el primer del qual es va celebrar del 5 al 8 de desembre de 1996 i amb un premi de 600.000 pessetes al guanyador i 400.000 pessetes al segon. El darrer certamen va tenir lloc del 6 al 8 de desembre de 2000. Paral·lelament, des del 1997, s'entregava el premi honorífic "Almería. Tierra de Cine" a aquells actors o cineastes consagrats, nacionals o internacionals, que haguessin filma alguna pel·lícula destacada a Almería. El Festival "Almería en Corto" va començar el 2002 i va continuar fins 2016, quan fou convertit en Festival Internacional de Cinema d'Almeria.

## Edicions i guanyadors
| Certamen           | Data                           | Guanyador                       | Director                  | País         | Primer premi | Ref.   |
| ------------------ | ------------------------------ | ------------------------------- | ------------------------- | ------------ | ------------ | ------ |
| I edició (2002)    | 27 de maig -1 de juny de 2002  | Ya no puede caminar             | Luiso Berdejo             | Espanya      | 9.000 €      | [ 6 ]  |
| II edició (2003)   | 26 - 31 de maig de 2003        | Houdinis hund                   | Sara Johnsen              | Noruega      | 9.000 €      | [ 7 ]  |
| III edició (2004)  | 28 de maig - 5 de juny de 2004 | Deluge                          | Flordeliz Bonifacio       | Austràlia    | 10.000 €     | [ 8 ]  |
| IV edició (2005)   | 24 de maig - 4 juny de 2005    | Everything in this country must | Gary Mckendry             | Estats Units | 11.000 €     | [ 9 ]  |
| V edició (2006)    | 23 de maig - 3 de juny de 2006 | Medianeras                      | Gustavo Taretto           | Argentina    | 17.000 €     | [ 10 ] |
| VI edició (2007)   | 15 - 26 de maig de 2007        | Adjustment                      | Ian Mackinnon             | Regne Unit   | 18.000 €     | [ 11 ] |
| VII edició (2008)  | 5 - 13 de desembre de 2008     | Spielzeugland                   | Jochen Alexander Freydank | Alemanya     | 18.000 €     | [ 12 ] |
| VIII edició (2009) | 5 - 9 de desembre de 2009      | Luksus                          | Jarek Sztandera           | Polònia      | 18.000 €     | [ 13 ] |
| IX edició (2010)   | 3 - 11 de desembre de 2010     | El pabellón alemán              | Juan Miralles             | Espanya      | 14.000 €     | [ 14 ] |
| X edició (2011)    | 5 - 9 de desembre de 2011      | Rite                            | Michael Pearce            | Regne Unit   | 8.000 €      | [ 16 ] |
| XI edició (2012)   | 4 - 8 de desembre de 2012      | Il était une fois un Artiste    | Arjan Brentjes            | Hongria      | 8.000 €      | [ 17 ] |
| XII edició (2013)  | 3 - 7 de desembre de 2013      | Great                           | Andreas Henn              | Alemanya     | 8.000 €      | [ 18 ] |
| XIII edició (2014) | 2-6 de desembre de 2014        | Orbit Ever After                | Jamie Magnus Stone        | Regne Unit   | 8.000 €      | [ 19 ] |
| XIV edició (2015)  | 1-6 de desembre de 2015        | Plein soleil                    | Fred Castadot             | Bèlgica      | 8.000 €      | [ 20 ] |
| XV edició FICAL    | 13-19 novembre de 2016         | Timecode                        | Juanjo Jiménez            | Espanya      | 9.000 €      | [ 21 ] |
| XVI edició FICAL   | 12-18 novembre de 2017         | Bonboné بونبونة                 | Rakan Mayasi              | Líban        | 6.500 €      | [ 23 ] |
| XVII edició FICAL  | 17-24 novembre de 2018         | Mamartuile                      | Alejandro Saevich         | Argentina    | 6.500 €      | [ 24 ] |
| XVIII edició FICAL | 16-23 novembre de 2019         | Cadoul de Craciun               | Bogdan Muresanu           | Romania      | 6.500 €      | [ 25 ] |

## Guardonats amb el premi "Almería. Tierra de Cine"
- 1997 - Gil Parrondo[26]
- 1998 - Joaquín Romero Marchent
- 1999 - Eduardo Fajardo
- 2000 - Sergio Leone
- 2002 - Franco Nero
- 2003 - Ursula Andress
- 2004 - Claudia Cardinale
- 2005 - Raquel Welch
- 2006 - Richard Lester i Eli Wallach
- 2007 - Tonino Valerii i Faye Dunaway
- 2008 - Geraldine Chaplin
- 2009 - Ernest Borgnine
- 2010 - Mercè Sampietro
- 2011 - Enrique Cerezo
- 2012 - Omar Sharif
- 2013 - Max von Sydow i Denis O'Dell
- 2014 - Terry Gilliam i Arnold Schwarzenegger
- 2015 - Patrick Wayne i Ángela Molina[27]
- 2016 - José Coronado i Catherine Deneuve.[28]
- 2017 - Sophia Loren i Álex de la Iglesia.[29]
- 2018 - Luis Tosar, Allyson Doody i Bo Derek[30]
- 2019 - Victoria Abril[31]

## Edició 2015
El Festival celebra la seva XIV edició aquest 2015 amb un volum de curtmetratges que ha superat les expectatives de l'organització del Festival d'Almeria.
Enguany, el Festival compta amb la col·laboració de RTVE, La Caixa, l'Institut de les Arts i les Ciències Cinematogràfiques de Madrid, Organisme Nacional de Loteries i Apostes de l'Estat i del Institut de Cinema de l'Argentina. Aquesta última col·laboració suposa, per primera vegada en la història del Festival, que aquest projecte internacional de curtmetratges creui el "toll" i es promocioni al país llatinoamericà.

## Homenatges del Festival 2015
- Homenatge "Almeria, Terra de Cinema": Ángela Molina.[33]
- Homenatge "Almeria, Terra de Cinema": Patrick Wayne.
- Premi ASFAAN: Juan Fernández.

## Passeig de la fama d'Almeria
L'11 d'abril de 2012 es va inaugurar el Paseo de la Fama de Almería amb la col·locació de la primera estrella en homenatge a Eduardo Fajardo. Està idea va ser impulsada per l'Ajuntament d'Almeria.